# Kamtjatka kraj
Kamtjatka kraj (russisk: Камча́тский край, tr. Kamtjátskij kraj) er en kraj i Rusland. Den blev oprettet 1. juli 2007 som følge af sammenlægningen af Kamtjatka oblast og Korjak autonome okrug, efter en folkeafstemning 23. oktober 2005. Det administrative center er byen Petropavlovsk-Kamtjatskij. Den autonome okrug opretholder sin status som administrativ del af krajen, under navnet Korjak okrug.
Sammenlægningen forenede Den russiske føderations territorier på Kamtjatkahalvøen. Kamtsjatka kraj indgår i Ruslands Fjernøstlige føderale distrikt.